# Xã Lee Center, Quận Lee, Illinois
Xã Lee Center (tiếng Anh: Lee Center Township) là một xã thuộc quận Lee, tiểu bang Illinois, Hoa Kỳ. Năm 2010, dân số của xã này là 593 người.